# Девід Кут
Девід Кут (англ. David Coote; нар. 1982 або 1983) — англійський професійний футбольний арбітр з Ноттінгемшира, що працює на матчах Прем'єр-ліги.

## Біографія
Почав судити футбольні матчі із шістнадцятирічного віку. Працював футбольним суддею в регіональних лігах Ноттінгемшира, Східній лізі північних графств, Північній Прем'єр-лізі та Північній конференції, після чого став помічником судді у Футбольній лізі Англії.
В 2010 був включений до списку суддів, що обслуговують матчі Футбольної ліги Англії. У травні 2014 року був головним суддею плей-оф Першої ліги, в якому зустрілися «Лейтон Орієнт» і «Ротерем Юнайтед».
У 2018 році був включений до Обраної групи суддів, що дозволило йому обслуговувати матчі Прем'єр-ліги. Свій перший матч як головний арбітр матчу Прем'єр-ліги провів 28 квітня 2018 року: у тій грі «Вест Бромвіч Альбіон» на виїзді обіграв «Ньюкасл Юнайтед» з рахунком 1:0.
8 вересня 2020 року відсудив свій перший міжнародний матч національних збірних, коли Вірменія перемогла з рахунком 2:0 Естонію в матчі Ліги націй сезону 2020/21.
14 лютого 2023 року Кут судив фінал Кубка ліги між «Манчестер Юнайтед» і «Ньюкасл Юнайтед» (2:0).

## Особисте життя
Батько Девіда, Девід Кут-старший, був професійним крикетником і виступав за крикетний клуб графства Ноттінгемшир.
У січні 2025 року Кут публічно зізнався у власній гомосексуальності, заявивши, що приховував свою сексуальну орієнтацію протягом кар'єри через страх переслідувань.